# TANK-TOP FIGHTER
《TANK-TOP FIGHTER》（中文：無袖戰士）或譯（背心戰士）是日本TBS電視台及MBS電視台於日本2013年4月開始播放的星期四深夜連續電視劇，主角是由歌手兼演員之小野惠令奈所飾演的西木果衣。編劇為山岡潤平及守口悠介等人。
廣告標語為「戦わなければ、私じゃない」（意為：不戰鬥的話，就不是我）

## 劇集相關
- 飾演姊姊川島海荷於訪問時表示，由於與飾演妹妹的小野惠令奈是同年，因此最初對於飾演這角色感到擔心。[1]
- 本劇乃小野惠令奈首次出演之連續劇，並且是其首次担當主題曲之演唱。[2]
- 由於要演好以打鬥為主的角色，小野惠令奈跟活躍於荷里活的動作團隊進行了一個月特訓，並觀看由李小龍主演的電影龍爭虎鬥作為參考。[3]
- 3月11日,由主角小野惠令奈主唱之劇中主題曲《ファイティング☆ヒーロー》(譯:Fighting☆Hero)會於5月29日發售。
- 4月18日本劇之宣傳節目[タンクトップファイター～スタート直前ＳＰ美女祭～]於MBS電視台及TBS電視台播出。
- 4月19日,本劇之發報會於東京舉行。
- 4月19日,由劇中友情出演的川島海荷所屬之女子團隊(9nine)主唱之劇中片頭曲《Evolution No.9》會於6月12日發售。
- 6月18日,本劇DVD之會於9月6日發售。

## 劇情簡介
大學生「西木果衣」（小野惠令奈）與姊姊「西木理久」（川島海荷）每天過著平常日子。有一天，兩姊妹的人生卻突然迎來了徹底轉變。其父親西木久利（飯塚 実）因為被懷疑偷竊殺人而遭到逮捕。當警察到其家開始搜查，同時周圍的人們亦議論紛紛，這時她們才開始意識到大事不妙。
由於家屬有償還因偷竊罪而被盜的錢的責任，因此兩姊妹必須歸還一億日圓。正當兩姊妹被迫入絶路之際，女律師「稲見　麗」（三津谷葉子）出現，並對她們提出一個提議「只要她們追捕4名罪犯,就可以得到由被受害者家屬秘密提供的一億日圓作報酬」。兩姊妹為了生存，只好接受這個提議，並因此成為可能是史上年紀最輕的「賞金獵人」。

## 角色

### 西木　家
- 西木 果衣  - 小野惠令奈-主演
- 西木 理久  - 川島海荷-友情出演
- 西木 久利  - 飯塚 実（日语：ダンカン (お笑い芸人)）

### 各集角色/其他演員
- 稲見 麗    - 三津谷葉子
- 磯村 英二  - 森山栄治
- 暮田 空    - 中村蒼
- 安曇 芳博  - 野添義弘

第1 - 2話
- 太田 晃一（放火殺人犯・特別懸賞金：2000万）☆
- 高橋 麻美（太田原恋人） / 太田 晃一（整形後） - 木口亚矢（第4 - 5話）
- 有村 裕平（アリーファイナンス社長・強盗殺人事件被害者） - 田边功（第1・8 - 最終話）
- 太田的母親 - 大草理乙子

第3 - 4話
- 平野 香苗 / 花音（殺人・特別懸賞金：3000万円 / club Blossomホステス）☆ - 中島愛里（第5話）
- 優梨愛（違反卖春防止法被逮捕） - 和希沙也
- 田中（花音的婚約者） - 越村友一
- マツダ（違反卖春防止法被逮捕） - 國本鐘建（第3話）

第5 - 6話
- 粟根 夜須子 / 佐藤（特別懸賞金：4000万円 / 樋村综合病院看護師）☆ - 安藤夏（変身前） / 八代美奈畝（変身後）
- 上条 明子（ボランティア医師） - 瀬戸早妃
- 豊岡 一彦（被害者遺族） - 飯田孝男（第5話）
- 百兽之王 - 武井壮（第5話）
- 小泉 透（樋村综合病院医師） - 山崎方也（第6話）

第7話
- 高山 初音（強盗殺人・特別懸賞金：1000万円 / 久利原同僚）☆ - 橋本爱实
- 篠井 浩太（Florist篠井店主・初音前夫） - 野崎数馬
- 篠井 琴子（浩太、初音之女・小学生） - 新堂結菜

## 樂曲
- 主題曲 - 小野惠令奈 《ファイティング☆ヒーロー》(日本華納音樂)
- 片頭曲 - 9nine《Evolution No.9》(SME Records)

## 收視率
| 各集            | 播放日        | 標題                                                                          | 劇本       | 導演     | 收視率 |
| --------------- | ------------- | ----------------------------------------------------------------------------- | ---------- | -------- | ------ |
| 第1集           | 2013年4月25日 | 父が強盗殺人犯? 女たちのバトル開幕!(父親是偷竊殺人犯?女子們的戰鬥開始!)       | 山岡潤平   | 日比野朗 | 1.6%   |
| 第2集           | 2013年5月2日  | 闘うしかないんだよね…vsテコンドー美女!?(唯有戰鬥了...VS跆拳道美女性!?)        | 山岡潤平   | 日比野朗 | 2.0%   |
| 第3集           | 2013年5月9日  | その女、ヘビのタトゥーあり。抱きしめて殺す魔女(那女子,有蛇的紋身。絞殺之魔女) | 守口悠介   | 水村秀雄 | 1.6%   |
| 第4集           | 2013年5月16日 | 愛で誘う女。白熱寝技対決!!                                                    | 守口悠介   | 水村秀雄 | 1.8%   |
| 第5集           | 2013年5月23日 | ターゲットは死んだ女神様!?                                                    | 山岡潤平   | 高石明彦 | 1.9%   |
| 第6集           | 2013年5月30日 | 白衣を着た悪魔                                                                | 宮本陽介   | 高石明彦 | 1.1%   |
| 第7集           | 2013年6月6日  | 父が脱走!? 裏切りの美女                                                       | 鎌田智恵   | 田部井稔 | 1.2%   |
| 第8集           | 2013年6月13日 | 悲しみの鉄拳! さよなら、空                                                    | 遠山絵梨香 | 田部井稔 | 1.7%   |
| 最終回          | 2013年6月20日 | 歪んだ愛、戦いの果てに…                                                       | 守口悠介   | 水村秀雄 | 1.1%   |
| 平均視聴率1.56% |               |                                                                               |            |          |        |

## 備註
1. ↑  http://www.barks.jp/news/?id=1000088056 （页面存档备份，存于） 川島海荷、「タンクトップファイター」えれぴょんの姉役に
2. 1 2  http://www.mbs.jp/ttf/ （页面存档备份，存于） 「タンクトップファイター」製作委員会／ＭＢＳ
3. ↑  http://www.sponichi.co.jp/entertainment/news/2013/02/23/kiji/K20130223005255260.html （页面存档备份，存于） 小野恵令奈、連ドラ初主演！アクション満載サスペンス

## 外部連結
- 官方網站（页面存档备份，存于）
- 官方twitter（页面存档备份，存于）
- 官方facebook（页面存档备份，存于）
- 官方youtube宣傳片（页面存档备份，存于）

| MBS電視台 每週四 24:55 - 25:25 | MBS電視台 每週四 24:55 - 25:25  | MBS電視台 每週四 24:55 - 25:25 |
| ------------------------------ | ------------------------------- | ------------------------------ |
|                                | TANK-TOP FIGHTER （2013.4. - ） |                                |
| 兒童警視 （2013.1.24 - 2013.） | -                               |                                |
| TBS電視台 每週二 24:55 - 25:25 |                                 |                                |
| 兒童警視 （2013.1.22 - 2013.） | TANK-TOP FIGHTER （2013.4. - ） | -                              |